# تروگن (باواریا)
تروگن (باواریا) (به آلمانی: Trogen, Bavaria) یک شهر در آلمان است که در بایرن واقع شده‌است.

## خصوصیات
تروگن ۱۲٫۳۲ کیلومترمربع مساحت دارد ۵۰۸ متر بالاتر از سطح دریا واقع شده‌است.